# Système Gada
 (juillet 2019).
Si vous disposez d'ouvrages ou d'articles de référence ou si vous connaissez des sites web de qualité traitant du thème abordé ici, merci de compléter l'article en donnant les références utiles à sa vérifiabilité et en les liant à la section « Notes et références ».
Le système Gada (Gadaa en anglais) est un système de gouvernance politique et social en vigueur chez les Oromos, un groupe ethnique de la corne de l'Afrique qui vit en Éthiopie.
Le Gada est inscrit depuis 2016 sur la liste représentative du patrimoine culturel immatériel de l’humanité.

## Système traditionnel de gouvernance
Ce système est utilisé par les Oromos, il fonctionne parallèlement aux organisations d’État. Il tient une part très importante dans la région dans la mesure où il pilote l'ensemble des activités de la communauté des Oromo, tant dans les responsabilités politiques, économiques, sociales. Le Gada permet d'arbitrer des désaccords, voire des conflits plus importants. Il est fondamental dans la protection des droits des femmes. 
Il est le garant des valeurs éthiques et morales de la communauté et permet ainsi  de renforcer la cohésion sociale des groupes. Cette culture renforce les liens dans la communauté. 
Ce système est basé sur cinq classes dirigeantes constituées d'un président, de membres responsables et d'une assemblée.
Chacune des classes évolue de manière évolutive sur une échelle déterminée par la présidence qui change tous les 8 ans.

## Un système héréditaire
Les hommes succèdent à leur père. Les femmes sont consultées pour les décisions particulièrement en lien avec la protection de leurs droits. Les réunions et cérémonies sont généralement organisées au pied d’un sycomore. Cet arbre est le symbole du système Gada. Toutefois, il existe désormais aussi des centres Gada et des espaces cérémoniels établis par les «clans majeurs» organisés en fonction de leur territoire. 

## Histoire orale
Certains spécialistes de l’histoire orale transmettent les lois Gada et permettent d'enseigner aujourd'hui encore les rituels du système Gada, mais aussi, leur relation temps, à l'espace, à la cosmologie, leurs mythes, et leurs règles de conduite. L'enseignement sur le système Gada se réalise aussi bien à la maison qu'à l’école.

## Inscription dans la liste des héritages culturels de l'UNESCO
L’Éthiopie est un État qui fait partie de la Convention pour la sauvegarde du patrimoine culturel immatériel qu'elle a ratifiée le 24 février 2006.
Le pays compte trois pratiques reprises sur la « liste représentative du patrimoine culturel immatériel de l'UNESCO.
Deux font partie du domaine des « pratiques sociales, rituels et événements festifs ».
La troisième partie intègre le domaine des « traditions et expressions orales ».
Le Gada peut être repris sur le « registre des meilleures pratiques de sauvegarde de la culture » ou sur la « liste de sauvegarde d'urgence ».